# Magnetstensresonator
En magnetstensresonator er en fiktiv opfindelse i Philip Pullmans trilogi om Det gyldne kompas. Det ligner en kort stang af lodesten (andet navn for magnetit) og det ligger på en træplade. For at sende en besked, skal man stryge en bue, der minder om buen en violinist bruger, i den ene ende af stangen, mens man trykker med fingrene mod overfladen på visse punkter. For at modtage en besked via en resonator, skal man tage et par hovedtelefoner på, der er viklet omkring 2 pinde i hver ende af stenen . 
Magnetstensresonator arbejder med fænomenet kvantefysisk sammenfiltring. Et stykke af den fælles lodestens-resonator, hvor alle partiklerne er indviklet og delt i to. Når brugeren producerer en række noter på et stykke, vil det tilsvarende stykke gengive lyden på nøjagtig samme måde, uanset hvor langt stykkerne er fra hinanden. Det betyder, at det der kan sendes beskeder over enorme afstande, endda tværs gennem universer. Gallivespianeren Chevalier Tialys bruger en resonator i Gallivespianer-størrelse i Ravkikkerten til at sende beskeder til sin overordnede Lord Roke, som har modstykket til Tialys' resonator. Det skal bemærkes at mens kvantefysisk sammenfiltring findes i virkeligheden, men kan ikke overgive beskeder med lysets hastighed, da det er umuligt at kontrollere oplysningerne.